# Zaldiaran
Zaldiaran es un monte localizado en los Montes de Vitoria, en Álava, País Vasco. Tiene una altura de 978 metros. Aunque parte de la cara sur del Zaldiaran sea parte del Condado de Treviño, Burgos; la cima se encuentra en territorio alavés.
Pocos metros más abajo de la cima se encuentra el Puerto de Zaldiaran, un puerto de montaña que con sus 780 metros de altura comunica Treviño con la provincia de Álava en su punto más alto. Las carreteras que enlazan estas dos provincias son la A-3102, la cual viene de Álava; y la BU-742, que va hacia Treviño.  
En lo alto de la montaña, aparte de una alta cruz metálica colocada por el Club de Montaña Manuel Iradier en el año 1950, hay un par de antenas y repetidores de radio y televisión que transmiten su señal a Vitoria y a la mayoría de la Llanada Alavesa

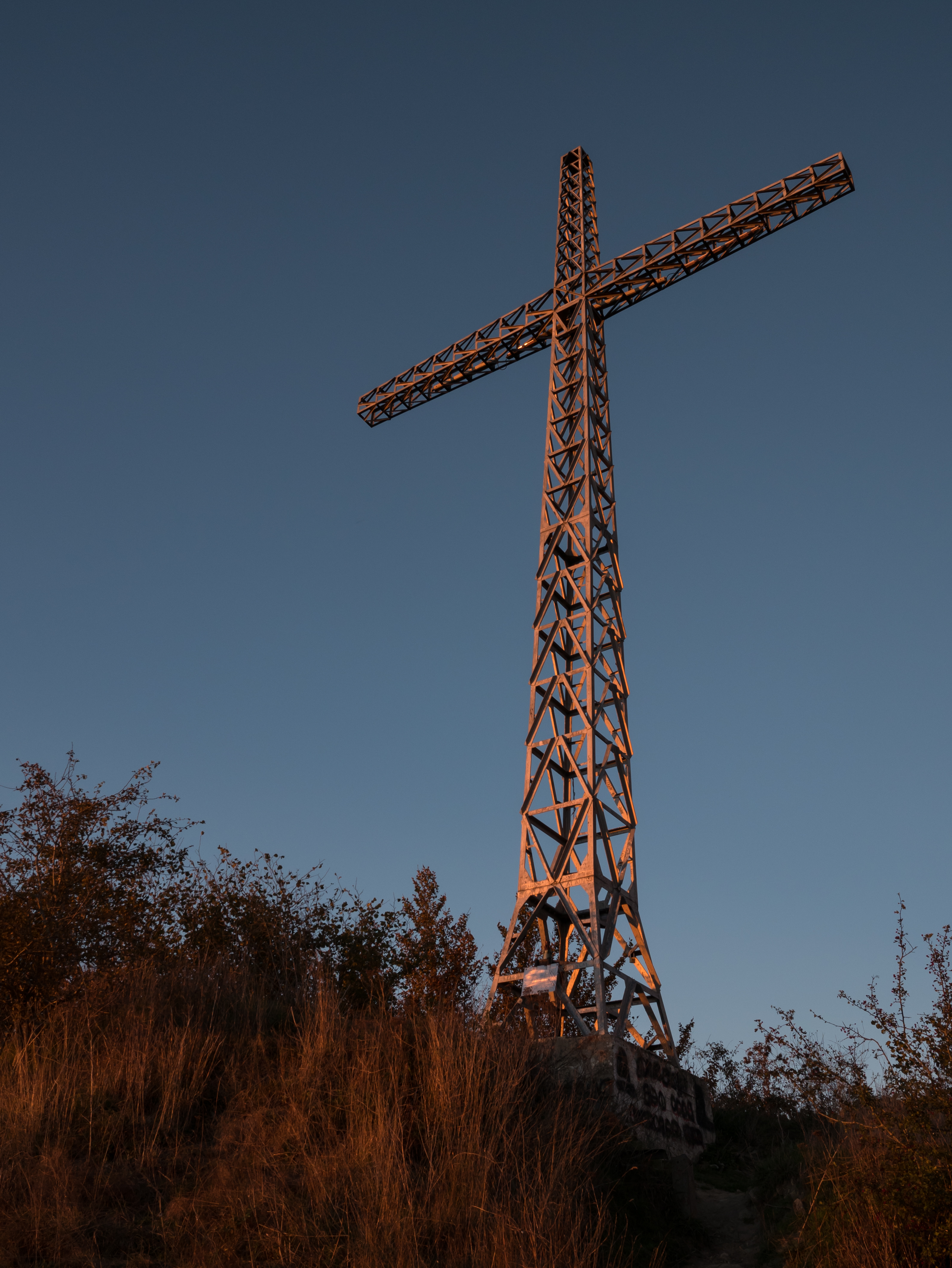
Cruz en la cima

## Geografía
Municipios colindantes con el Zaldiaran:
| Noroeste: Nanclares de la Oca | Norte: Berrosteguieta y Eskibel | Noreste: Vitoria       |
| Oeste: La Puebla de Arganzón  |                                 | Este: Monasterioguren  |
| Suroeste: Pangua              | Sur: Condado de Treviño         | Sureste: San Vicentejo |

Vista panorámica desde lo alto del Zaldiaran:
| Noroeste: Gorbea           | Norte: Anboto | Noreste: Sierra de Aizcorri |
| Oeste: Busto               |               | Este: Montes de Vitoria     |
| Suroeste: Sierra de Toloño | Sur: Moraza   | Sureste:Sierra de Cantabria |

## Rutas de ascenso

### Ruta principal
La principal y más famosa ruta sale desde Berrosteguieta.
El camino empieza en este pueblo al pie del Zaldiaran, en la carretera que va al puerto de montaña. Después de ascender 200 metros por la citada carretera se llega a una explanada (izquierda), al lado de una gran antena. En frente se puede observar un depósito de aguas.

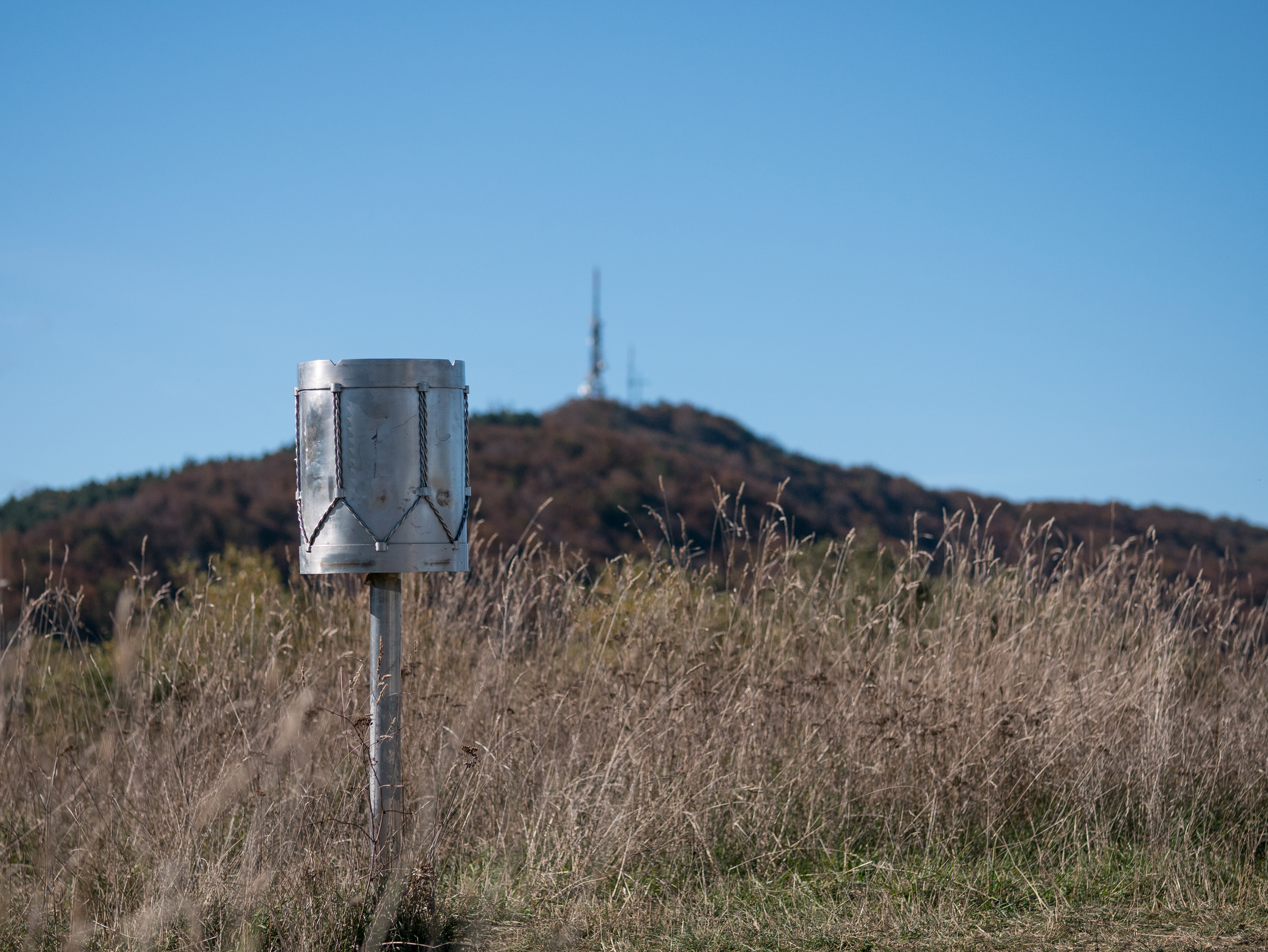
Tamboril en la cumbre de Errogana

A la derecha del depósito se encuentra un sendero que asciende a través de un pinar. A la salida del pinar se abandona el sendero para proseguir por uno algo más estrecho a la izquierda. La ruta continua por la cresta y se encadena a otro camino a la izquierda. Más adelante, se sigue por la derecha en una bifurcación que divide el camino. Cuando se deje atrás el bosque un cortafuegos nos llevará hasta lo alto del Errogana.
Avanzando por un terreno casi llano la ruta se adentra en un hayedo. Tan pronto como hayamos entrado en el hayedo tendremos que desviarnos a la izquierda por una senda. Encontraremos un camino que cruza el bosque en diagonal y el cual nos llevará hasta la carretera que asciende hasta el repetidor asentado en la cima.

## Flora
La ladera norte del Zaldiaran está poblada por hayas (Fagus sylvatica) que dan paso a quejigales (Quercus faginea) en áreas más bajas de la montaña.

## Curiosidades
- Cada primero de enero, día de Año Nuevo, la mayoría de los clubes de montaña de Vitoria se acercan a esta montaña para inaugurar el año montañero.
- Se dice que en la Edad Media hubo un castillo en lo alto del Zaldiaran, el cual fue abandonado y más tarde usado como fortaleza por el Ejército Francés en la Batalla de Vitoria en 1813.